# 新倫敦 (密蘇里州)
新倫敦（英語：New London）是位於美國密蘇里州羅爾斯縣的城市。同時該地也是羅爾斯縣的縣治。

## 人口
根據2020年美國人口普查的數據，新倫敦的面積為1.81平方千米，當中陸地面積為1.80平方千米，而水域面積為0.00平方千米。當地共有人口943人，而人口密度為每平方千米521人。